# Памела Вурхіз
Памела Сью Вурхіз (англ. Pamela Sue Voorhees) — вигаданий персонаж серіалу жахів «П'ятниця, 13», головна лиходійка першого фільму, мати Джейсона Вурхіза. Раніше вона працювала кухарем у таборі біля Кришталевого озера. У перших фільмах героїню називали просто місіс Вурхіз, і лише у четвертій частині стало відомо її ім'я — Памела. У двох фільмах оригінальної серії роль виконала акторка Бетсі Палмер. У фільмі «Фредді проти Джейсона» роль Памели зіграла Пола Шоу, а у рімейку — Нана Візітор.